# Eustala devia
Eustala devia là một loài nhện trong họ Araneidae.
Loài này thuộc chi Eustala. Eustala devia được Willis J. Gertsch & Mulaik miêu tả năm 1936.